# 成文山
成文山（1929年10月11日—2008年7月9日），男，湖南宁乡人，中国教育家、土木工程学家，曾任湖南大学校长。

## 生平
1952年毕业于武汉大学土木系，且加入中国共产党。1960年获得苏联列宁格勒建筑工程学院（今俄罗斯圣彼得堡国立建筑大学）技术科学副博士学位。后任湖南大学校长。

## 社会兼职
- 国务院学位委员会学科评议组成员
- 教育部高校文化素质教育指导委员会委员
- 中国高等教育学会理事
- 中国建筑学会理事
- 中国共产党湖南省委员会第五届委员会委员
- 湖南省土建学会副理事长
- 湖南省科学技术协会副主席
- 湖南大学校友总会第一、二届理事长

## 荣誉
2006年获得日本千叶大学荣誉博士学位。